# Alejandro Saderman
Alejandro Saderman (Buenos Aires, el 23 de junio de 1937) es un cineasta argentino residente en Caracas, Venezuela.

## Biografía

### Primeros años
Hijo del fotógrafo ruso nacionalizado argentino Anatole Saderman, estudió arquitectura en la Universidad de Buenos Aires. Interrumpió sus estudios para dedicarse al cine y empezó dirigiendo cortometrajes, entre los cuales se encuentranVocación, Carolina, Hombrecitos, Interview, Muertes de Buenos Aires.
Trabajó en Italia para la RAI y en Cuba para e Instituto Cubano del Arte e Industria Cinematográficos. En 1972 regresó a Argentina, donde trabajó como profesor de la Escuela de Cine de la Universidad de La Plata.

### Exilio en Venezuela
A partir de 1977, luego del establecimiento de la dictadura cívico-militar argentina, emigró a Venezuela. Fundó su propia compañía de cine publicitario y produjo y dirigió para las Naciones Unidas el documental La bomba de tiempo, acerca de las deudas externas latinoamericanas.
Posteriormente, en 1993 dirige la que es considerada una de sus películas más importantes Golpes a mi puerta, con la que gana el Premio FIPRESCI, en el Festival de Cine de La Habana. En 1998 dirige otro de sus grandes largometrajes: 100 años de perdón.
En 2022 estrena el largometraje documental Anatole, decálogo para un retrato, sobre su padre Anatole Saderman.

## Legado
Fue seleccionado por la American Federation of Arts para una muestra de 30 años de cine documental latinoamericano estrenada en el MoMA de Nueva York en 1992. Golpes a mi puerta, y 100 años de perdón fueron votadas como dos de las mejores películas venezolanas de todos los tiempos en una encuesta de 2016 de 41 expertos organizada por la Fundación Cinemateca Nacional.

## Filmografía
- 1951: Figari (cortometraje documental)
- 1952: Victorica (cortometraje documental)
- 1953: Juventud (cortometraje documental)
- 1956: Vocación (cortometraje documental)
- 1958: Carolina (cortometraje de ficción)
- 1958: Hombrecitos (cortometraje de ficción)
- 1958: Plaza de Mayo (cortometraje documental)
- 1959: Interview (cortometraje documental)
- 1963: Morada al sol (cortometraje documental)
- 1964: Oro de Cuba (cortometraje documental)
- 1965: Asalto al Tren Central (cortometraje documental)
- 1968: Hombres de mal tiempo (cortometraje documental)
- 1986: La bomba de tiempo (cortometraje documental)
- 1993: Golpes a mi puerta (largometraje de ficción)
- 1998: 100 años de perdón (largometraje de ficción)
- 2005: El último Bandoneón (largometraje de ficción)
- 2022: Anatole, decálogo para un retrato (largometraje documental)